# Hugo Homann
Hugo Homann (* 10. Oktober 1889 in Dissen; † 24. Dezember 1978 am Starnberger See) war ein deutscher Unternehmer in der Lebensmittelindustrie.

## Leben
Hugo Homann war der Sohn des Unternehmers Fritz Homann (1848–1914), dem Gründer des Unternehmens Homann Feinkost. Er hatte den älteren Bruder Fritz (1885–1937). Der Erste Weltkrieg überraschte Homann auf einer Studienreise in die USA. Als Soldat nahm er im Fernen Osten am Kriegsgeschehen teil und geriet in Tsingtau bis zum Dezember 1919 in japanische Kriegsgefangenschaft. Am 1. März 1922 übernahm er gemeinsam mit seinem Bruder Fritz die Leitung des väterlichen Margarinewerks, dessen Geschicke er nach dem Tod des Bruders 1937 in alleiniger Verantwortung führte. Das 1927 in eine Aktiengesellschaft umgewandelte Unternehmen erfuhr einen ständigen Ausbau. 1924 wurde in Dissen eine für die damalige Zeit sehr moderne Raffinerie in Betrieb genommen, ab 1929 baute man eine in Herzberg am Harz erworbene Sägemühle zu einem wegweisenden Holzfaserplattenwerk aus.
In den 1930er Jahren übernahm Homann zusätzlich Aufsichtsratsmandate in anderen Unternehmen, unter anderem bei der Bielefelder Phoenix Nähmaschinen AG und beim Eisenwerk Wülfel in Hannover. Zudem war er Geschäftsführer der Wahrendorff’schen Privatheil- und Pflegeanstalten in Ilten. 
In die am 1. April 1961 in Bremerhaven gegründete Hochseefischerei Kämpf & Co. KG trat er mit Kapitalmehrheit ein. Ein 1956 gebautes Fischfangschiff der Reederei trug den Namen Hugo Homann. Bereits Hugo Homanns Vater war seit 1904 finanziell in der Hochseefischerei engagiert. Die Gesellschaft wurde am 24. September 1970 aufgelöst, die Homann-Gruppe hatte das Interesse an der Fischerei verloren.
Bereits seit 1924 war er als Ratsmitglied kommunalpolitisch in seiner Heimatstadt tätig, eine Aufgabe, die er bis 1964 ohne Unterbrechung ausübte und die durch die kurzfristige Übernahme des Amts als Landrat für den Landkreis Osnabrück 1945 noch eine Ausdehnung erfuhr. Daneben war er Konsul der Republik Guatemala und engagierte sich für die Technische Universität Hannover, zu deren Ehrensenator er ernannt wurde. Sein soziales Engagement konzentrierte sich vor allem auf die Förderung der Albertinenstiftung für das Krankenhaus seiner Heimatstadt und gipfelte in der Gründung der Hugo-Homann-Stiftung für Alters- und Jugendfürsorge. Homann starb 1978 im Urlaub am Starnberger See. Er hinterließ ein mit rund 1600 Mitarbeitern zu den größten Betrieben des Landkreises gehörendes und in der Lebensmittelindustrie führendes Unternehmen. Sowohl in ökonomischer wie auch in politischer Hinsicht war Homann die prägendste Gestalt der Stadt Dissen im 20. Jahrhundert.

## Ehrungen
- 1954: Großes Bundesverdienstkreuz
- Ehrenbürgerwürde der Stadt Dissen